# Valie Export
Valie Export, de nom Waltraud Lehner, (1940, Linz, Àustria) és una artista austríaca compromesa. Realitza alhora performances, vídeos i fotografies conceptuals. El seu treball artístic inclou instal·lacions de vídeo, actuacions corporals, cinema, animacions per ordinador, fotografia, escultures i publicacions sobre arts contemporànies. És una de les artistes pioneres a analitzar les polítiques de gènere. En la seva creació s'aborden temes com la identitat, el sexe i el cos com a llenguatge d'expressió. Viu i treballa a Viena i a Colònia (Alemanya).

## Biografia
Entre 1955 i 1958, fa els seus primers autoretrats, mentre que estudia a l'Escola d'arts i oficis de Linz. De 1960 a 1964, estudia a l'Institut federal d'ensenyament superior i experimental per a la indústria tèxtil  (Höhere Bundes-Lehr- und Versuchsanstalt für Textilindustrie) en la secció disseny a Viena, on s'havia traslladat. De 1965 a 1968, treballa a la indústria del cinema per a Cine-Film a Viena. El 1967 inventa i adopta el seu nom artístic "VALIE EXPORT", un concepte i logotip que li donarà nom a la resta de la seva carrera i que ha d'anar escrit amb lletres majúscules; rebutjant d'aquesta manera els cognoms del seu pare i del seu marit, agafa el terme d'una marca de cigarrets. De 1966 a 1968, comença els seus treballs en el context de l'Expanded Cinema, que intenta qüestionar i transformar el mode de presentació del cinema fins llavors confinat al dispositiu cinematogràfic tradicional (sala fosca, espectador assegut i a priori  passiu, pantalla, projecció...).
De les seves recerques neixen de les pel·lícules com Cutting, Abstract film n°1  o el 1968, Ping Pong , obra on l'espectador deixa de ser un simple consumidor i, per tant, passiu: Export li dona una raqueta de tennis de taula i una pilota amb la qual pot apuntar a punts de la pantalla.Ping Pong  és premiat amb el  Maraisiade de la pel·lícula més política  en el transcurs del "2n Maraisiade Junger Film" de Viena.
En aquest mateix festival de cinema, Export presenta la seva pel·lícula experimental Tapp und Tastkino/Touch Cinema , en el qual reuneix el seu ideari feminista i accionista: es tracta d'una acció durant la qual l'artista porta sobre el seu pit nu una capsa de cartró, minicinema: es passeja i proposa a la gent tocar-li els pits. En aquesta acció, es tractava per a Export de qüestionar el paper de la dona en el cinema tot escollint sol·licitar que l'espectador la toqui.
Ha estat professora de les Universitats de Wisconsin-Milwaukee i San Francisco Art Institute.

## Obra
Llista d'obres (vídeos, instal·lacions, accions i treballs diversos):
1969
- Tonfilm ("pel·lícula sonora"), experiència biotècnica en la qual un amplificador fotoelèctric és implantat a la glotis *
- Genital Panic, performance
- Aktionshose: Genitalpanik, posters

1970
- Split – Reality projectat a Londres. Es tracta d'un vídeo en el qual es veu l'artista cantar en un micro la cançó que sent al casc que porta però l'espectador no sent més que el so de la veu de l'artista. El concepte d'aquesta obra data de 1967, llavors anomenada Videopoème
- Touching. Body Poem", instal·lació vídeo
- Body Sign Acció, a Frankfurt
- Zeitgedicht/ 24 Stunden 24 mal fotografiert ("poema temporal / 24 hores fotografiades 24 vegades"), fotografies conceptuals 1971

1971
- Eros/ion, presentat a l'Electric Cinema, a Amsterdam entre altres
- Kinderzeichnungen ("dibuixos de nen")

1971-1972U
- Interrupted Line, una pel·lícula sobre l'espai i el temps

1972
- Women's Art. A Manifesto, text escrit en ocasió d'una exposició col·lectiva amb diverses dones artístiques i publicat a Neues Forum , Viena, 1973.[8]
- Identitäts Transfer ("Transferència d'identitats"), cicle fotogràfic

1972-1976
- Creació d'imatges, dibuixos, pel·lícules a propòsit de la representació d'estats mentals (entre altres Zwangsvorstellung )
- Körperkonfigurationen. Extremitäten des Verhaltens – sichtbare Externalisierungen innerer Zustände durch Konfigurationen des Körpers mit seiner Umgebung, in der Architektur und in der Natur/Body Configurations. Extremities of Behaviour – Visible Externalisations of Inner States by Configurating the Body with its Environment, Architecture and Nature,
- "Body action", "Raumsehen und Hören", "Schnitte", presentades a la Biennal de París 1975[9]

1973
- ...Remote...Remote..., film
- Man & Woman & Animal, film
- Asemie or the Inability of Expressing Oneself Through Facial Expressions, performance
- Acció de l'Expanded Cinema Adjunct Dislocations, en aquesta ocasió Export fixa dues càmeres sobre el seu cos, una sobre la seva esquena i l'altre sobre el seu ventre i recorre diferents medis amb moviments coreogràfics.
- Schriftzug Wien - Venedig, fotografia/literatura

1975
- MAGNA. Feminism: Art and Creativity. Una visió de la sexualitat femenina, imaginació, projecció i problemes, suggerits per una taula d'objectes, fitxers, lectures, discussions, films, videos i accions. Exposició concebuda i organitzada per Export a la Galeria Nächst St. Stephan a Viena + primer col·loqui tractant d'aquest tema en el marc dels 21 International Art Talks.

1976
- Unsichtbare Gegner, primera pel·lícula dirigida per Export, en cooperació amb Peter Weibel. Pel·lícula presentada per primera vegada el 1977 al Festival Internacional de Cinema de Berlín

1977
- Export participa a la Documenta 6 de Kassel

1978
- I (beat (it)), performance

("Extrems del comportament - Exterioritzacions visibles d'estats interiors a través de configuracions del cos amb el seu medi ambient, en l'arquitectura i en la naturalesa"), cicles fotogràfics desenvolupats fins a 1982
1979
- Menschenfrauen, segona pel·lícula dirigida per Export presentada per primera vegada el 1980 al Festival Internacional de cinema de Berlín.

1980
- Representa Àustria a la Biennal de Venècia[10]

1982
- Participa en la 42a Biennal de Venècia

1983
- Syntagma[11]

1984
- Die Praxis der Liebe, tercera pel·lícula d'Export, trhiller polític premiat amb el lleó d'or al Festival Internacional de cinema de Berlín el 1985.
- Kunst mit Eigen-Sinn. Aktuelle Kunst von Frauen ("Art with A Sense of Its Own. Contemporary Artworks from Female Artists", exposició organitzada per Export amb Silvia Eiblmayr, Catrin Pichler, Monika Prischle-Maier, Museum of Modern Art, Stiftung Ludwig, Museum of the 20th Century, a Viena

1987
- Retrospectiva de totes les seves pel·lícules i les pel·lícules d'avantguarda Londres[12][13]

## Premis
- 1990: Premi de la Ciutat de Viena a les Belles Arts
- 1995: Premi Escultura de la Generali Foundation
- 1997: Premi Gabriele Münter
- 1998: Premi honorari austríac de fotografia artística
- 2000: Premi Oscar Kokoschka[14]
- 2000: Premi Cultural Kubin Gran Premi Cultural de la Província de l'alta Àustria
- 2003: Medalla d'or per serveis a la província de Viena
- 2005: Decoració austríaca per a la ciència i l'art
- 2009: Doctor honoris causa per la Universitat d'Art Linz
- 2010: Gran Medalla d'Or als Serveis a la República d'Àustria[15]
- 2011: Premi de la dona de Viena [21][15]
- 2014: Premi Yoko Ono Lennon Courage per a les arts amb Laurie Anderson, Marianne Faithfull, Gustav Metzger[7]
- 2015: Premi Women Lifetime[16]
- 2019: Premi Roswitha Haftmann